# Portugalstroom

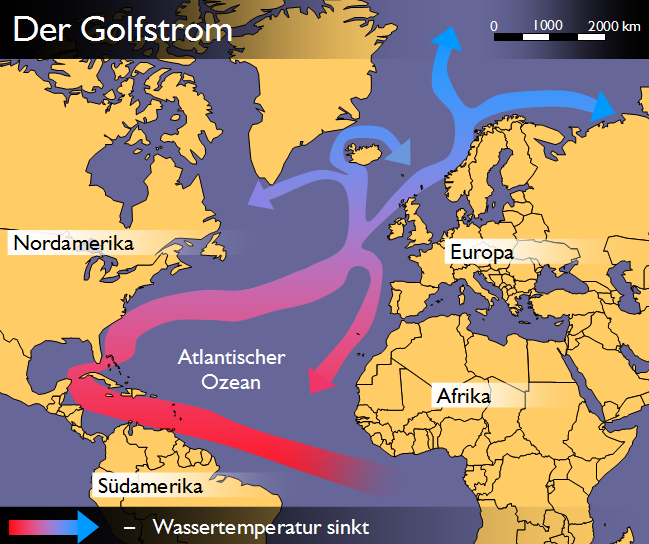
Portugalstroom als afgeleide van de Golfstroom

De Portugalstroom is een zuidwaartse warme stroom in het noordelijk gedeelte van de Atlantische Oceaan. Samen met de Canarische stroom vormt ze de oostelijke tak van de Noord Atlantische gyre. De stroom omvat het gebied tussen 26 en 46 graden noorderbreedte en van de Iberische kusten tot 24 graden westerlengte. Nauwkeurige gegevens over de stroomrichting zijn niet voorhanden. Desalniettemin kan men met vrij grote zekerheid zeggen dat de Portugalstroom het merendeel van de tijd een zuidwaarts gerichte stroom is, als oostelijke aftakking van de Golfstroom, maar door plaatselijke weersverschijnselen kan de stroomrichting veranderen in een noordwaartse stroming.
De stroom is onderverdeeld in drie delen, de Portugalcurrent (Portugalstroom), Portugal Coastal Countercurrent (Portugal-kust-tegenstroom) en Portugal Coastal Current (Portugal kuststroom).